# Pirjo Hassinen
Pirjo Annikki Hassinen (* 14. November 1957 in Kuopio, Finnland als Pirjo Annikki Kinnunen) ist eine finnische Schriftstellerin. Ihre Historienliebesromane veröffentlicht sie unter dem Pseudonym Birgitta Hurme.

## Leben
Pirjo Hassinen studierte ab 1977 Politikwissenschaften und Philosophie an der Universität Jyväskylä. Mit dem Roman Joel, einer Geschichte über einen Mann, der seinen eigenen Körper durch die Augen einer Frau entdeckt, debütierte sie 1991 als Schriftstellerin. Seitdem folgten weitere sowohl vom Publikum als auch von der Kritik wohlwollend aufgenommene Romane. Ihre Werke wurden in mehrere Sprachen übersetzt, darunter ins Lettische, Norwegische, Türkische, Tschechische und Deutsche. Jouluvaimo und Kuninkaanpuisto, ihr siebter und achter Roman, erschienen jeweils nach einer Übersetzung von Meike Frese im Münchener Verlag btb.
Hassinen wurde auch für eine Reihe von Literaturpreisen nominiert. Ihre Werke Voimanaiset, Jouluvaimo, Kuninkaanpuisto und Popula wurden jeweils mit einer Nominierung für den renommierten Finlandia-Preis bedacht. Für Mansikoista marraskuussa wurde sie im Jahr 2003 mit einer Nominierung für den renommierten skandinavischen Literaturpreis des Nordischen Rates bedacht. Bereits zwei Jahre zuvor konnte sie dafür die Danke-für-das-Buch-Medaille entgegennehmen. Ausgezeichnet wurde sie unter anderem auch 1995 und 2013 mit dem Savonia-Preis und 2001 mit dem Literaturstaatspreis.
Mit ihrem Ehemann Pekka Hassinen lebt sie aktuell in Jyväskylä.

## Werke (Auswahl)
- Joel (1991)
- Yön kentät (1992)
- Ennustaja (1994)
- Voimanaiset (1996)
- Viimeinen syli (1998)
- Mansikoista marraskuussa (2000)
- Jouluvaimo (2002)
  - Die Samstagsfrau, München 2005, btb, ISBN 978-3-442-73237-1
- Kuninkaanpuisto (2004)
  - Fremde Frau, München 2007, btb, ISBN 978-3-442-73394-1
- Isänpäivä (2006)
- Suistola (2007)
- Sano että haluat (2009)
- Rouva (2011)
- Popula (2012)
- Sauna Paradis (2014)

als Birgitta Hurme
- Toukokuun kreivi (1992)
- Kiveen hakattu sydän (1994)
- Lootuslampi (1996)

## Auszeichnungen (Auswahl)
- Savonia-Preis 1995 & 2013
- Danke-für-das-Buch-Medaille 2001 für „Mansikoita marraskuussa“
- Literaturstaatspreis 2001